# Paraleptophlebia sticta
Paraleptophlebia sticta är en dagsländeart som beskrevs av Burks 1953. Paraleptophlebia sticta ingår i släktet Paraleptophlebia och familjen starrdagsländor. Inga underarter finns listade i Catalogue of Life.